# Galera (araldica)
In araldica la galera (detta anche galea)  è simbolo di vittoria navale, prosperità acquisita con commerci d'oltre mare. Si tratta di nave a vele latine che poteva muoversi anche a vento assente grazie ai rematori, da ciò detti galeotti. Frequentemente la galera è rappresentata con le vele chiuse, proprio per mostrare la sua capacità di procedere comunque.
La galera era tipica degli ordini militari di Malta e di Santo Stefano, specialmente incaricati di ripulire il Mediterraneo dai pirati e dagli infedeli

Nave di forma antica
Stemma di Marennes (Francia) contenente una galera d'argento, vogante su onde dello stesso moventi dalla punta, addestrata in capo da una stella pure d'argento
Stemma di Rodi Garganico (FG)